# خوسيه ريزال
خوسيه ريزال (الاسم الكامل: خوسيه بروتاسيو ريزال ميركادو ي ألونسو ريالوندا) (19 يونيو 1861 - 30 ديسمبر 1896) كان عالم ووطني فلبيني وكان الشخص الرئيسي الذي ساهم في تأسيس الفلبين أثناء عهد الاستيطان الإسباني. يعتبر بطل الفلبين الوطني ويحتفل بعيد وفاته كعيد وطني يطلق عليه اسم يوم ريزال.
كان خوسيه هو سابع أطفال عائلة غنية تقطن في كالامبا، محافظة لاغونا، حيث حصل على درجة الإجازة في الفنون. سافر خوسيه بمفرده إلى مدريد حيث تابع دراسته في جامعة الكمبلوتنسي بمدريد وحصل على درجة الإجازة في الطب. انتسب إلى جامعة باريس ومن ثم حصل على شهادة دكتوراة ثانية من جامعة هايدلبرغ. كان ريزال طليقاً في عشرة لغات على الأقل، كما كان شاعراً، كاتباً، ومحرراً صحفياً وقام بنشر العديد من الروايات.

## مبدئه وحياته
ولد في كالامبا في الفلبين عام 1861

## تعليمه
درس ريزال لأول مرة تحت إشراف جستنيانو أكينو كروز في بانيان، لاغونا، قبل إرساله إلى مانيلا. واجتاز تحت طلب من والده امتحان القبول في كوليجيو دي سان خوان دي ليتران، لكنه التحق بعد ذلك بجامعة أتينيو في مانيلا، وعندما تخرج كان واحدًا من الطلاب التسعة الأكثر تميزًا وتفوقًا في الفصل.
عندما علم أثناء دراسته أن والدته أصيبت بالعمى، قرر الالتحاق بكلية الطب في سانتو توماس، والتخصّص لاحقًا في طب العيون.
سافر بمفرده إلى مدريد، وبدون عِلم، أو موافقة والديه، لكن بدعم سريّ من أخيه باتشيانو، في مايو 1882، ودرس الطب في جامعة مدريد المركزية، وحصل على الإجازة فيها، وحضر محاضرات طبية في جامعة باريس، وجامعة هايدلبرغ، وفي برلين كان عضوًا في جمعية برلين الإثنية، وجمعية برلين الأنثروبولوجية تحت رعاية عالم الأمراض الشهير رودولف فيرشو.
أكمل ريزال في عمر الـ25 تخصّصه في مجال طب العيون في جامعة هايدلبرغ، وتعلّم هناك استخدام المنظار العيني الذي كان قد اختُرع حديثًا ليجري لاحقًا عملًا جراحيًا باستخدامه على عين والدته، وكان يقضي نصف وقته هناك بدراسة اللغة الألمانية، والنصف الآخر بدراسة أمراض العين.
كان ريزال شخصًا موسوعيًا، وكان ماهرًا في العلوم، والفنون، وكان شاعرًا، وكاتبًا غزير الإنتاج، ومن أشهر أعماله روايته نولي مي تانغيري. كان ريزال أيضًا متعدّد اللغات، ومُطّلعًا على 22 لغة.
وصف صديقه الألماني، الدكتور أدولف برنارد ماير، تعدد جوانب ريزال بأنها هائلة، فقد كان طبيب عيون، ونحاتًا، ورسامًا، ومعلّمًا، ومزارعًا، ومؤرخًا، وكاتبًا ومسرحيًا، وصحافيًا.

## حياته في بروكسل وإسبانيا (1890-1892)
كانت إقامة ريزال في بروكسل التي وصل إليها في عام 1890 قصيرة الأمد، ولم يلبث أن انتقل إلى مدريد، وكان زعيمًا للحركة الإصلاحية للطلبة الفلبينيين في إسبانيا.

## عودته إلى الفلبين (1892-1896)
عند عودته إلى مانيلا في عام 1892 شكّل حركة مدنية هي لا ليغا فلبينا، لكنها حُلّت بأمر من الحاكم وقتها، وكانت قد أعلنت السلطات الإسبانية سابقًا بأنه عدو للدولة بسبب روايته.

## الاعتقال والمحاكمة
قُبض على ريزال في طريقه إلى كوبا عبر إسبانيا، وسُجن في برشلونة في 6 أكتوبر عام 1896، وأعيد في نفس اليوم إلى مانيلا للمحاكمة، وكان أمامه خلال المحاكمة العديد من الفرص للهرب لكنه لم يفعل.
حوكم عسكريًا، وأدين بثلاث تهم، وحكم عليه بالإعدام.

## مناهض للاحتلال الإسباني
إلى جانب موهبته في الرسم وبراعته في الطب حيث شفيت على يديه والدته العمياء، كان ريزال أديبا. كتب روايتان هما «لا تلمسني» و«المخرب» حاز بهما على أول اهتمام عالمي، تعرض فيهما إلى مساوئ الاستعمار الإسباني وتطرق للانتهاكات التي يتعرض لها الفلبينيون من قبل قوات الاحتلال.. إلى أن أحدثت روايته الأخيرة ضجة كبيرة أراد من خلالها أن يوقظ الفلبينيين من خضوعهم لإسبانيا.أودع بسبب روايته في السجن.
اعدم ريزال في ساحة عامة -أصبحت معلما سياحيا بعد ذلك- في 30 ديسمبر 1896
ثار الفلبينيون لمقتل خوسيه ريزال، واندلعت الثورة التي انهزم بسببها الإسبان، ما أدى إلى استقلال الفلبين في عام 1898

## بطل الفلبين القومي
يعد خوسيه ريزال اليوم أهم بطل قومي في الفلبين حيث تملأ صوره ونصبه التذكارية الشوارع والميادين في الفلبين.

## من أقواله
- ما بني على الرمال سينهار إن عاجلا أم آجلا.
- لا يوجد مستبدون حيث لا يوجد عبيد.
- ماذا ننال من الاستقلال إذا كان عبيد اليوم سيصبحون مستبدي الغد؟
- كل شخص يكتب التاريخ حسبما يناسبه.
- الشك في الله يعني الشك في ضمير المرء، وهذا يؤدي إلى الشك في كل شيء.
- تسلط البعض لا يمكن حدوثه الا عن طريق جبن الاخرين.
- حياة ليست مكرّسة لهدف، حياة لا طائل من ورائها، هي كصخرة مهملة في حقل بدلا من ان تكون جزءا من صرح.

## أعماله وكتاباته
كانت معظم كتابات ريزال باللغة الإسبانية، واللغة الفرنسية، على الرغم من أن بعض رسائله كانت باللغة التاغالوغية، وتُرجمت أعماله منذ ذلك الحين إلى عدد من اللغات بما في ذلك التاغالوغية، والإنكليزية.

### رواياته ومقالاته
- رواية نولي مي تانغيري، التي تعني ترجمتها الحرفية لا تلمسني، والتي نشرت في عام 1887.
- رواية إل فيليبوستيريسمو لعام 1891، والتي كانت تتمة للرواية السابقة.
- رواية الرهبان والفلبينيين (غير مكتملة).
- نخب خوان لونا وفيليكس هيدالجو، وهو خطاب قدّمه في مطعم ريستورانت إنغليز في مدريد في عام 1884.
- يوميات خوسيه ريزال.
- رواية ماكاميسا (غير مكتملة أيضًا).

### الشعر
- لا جوفينتود فيليبينا (إلى الشباب الفلبيني).
- إل كانتو ديل فياجيرو.
- برايل كريسمار.
- كانتو دي ماريا كلارا، وغيرها الكثير.

### المسرحيات
- مجلس الآلهة.
- على طول باسيج.
- القديس أوستاش الشهيد.

### أعماله الأخرى
كانت له محاولات في الرسم، والنحت، ومن أهم أعماله النحتية تمثال «انتصار العلم على الموت»، وهو تمثال من الطين لشابة عارية ذات شعر متطاير، تقف على جمجمة، وتحمل شعلة عاليًا.
تظهر المرأة وهي تدوس على الجمجمة (رمز الموت) للدلالة على النصر الذي حققته البشرية في التغلب على لعنة الموت من خلال التقدم العلمي. يُعرض التمثال الأصلي حاليًا في متحف ضريح ريزال في قلعة سانتياغو في إنتراموروس، مانيلا.

## معرض صور

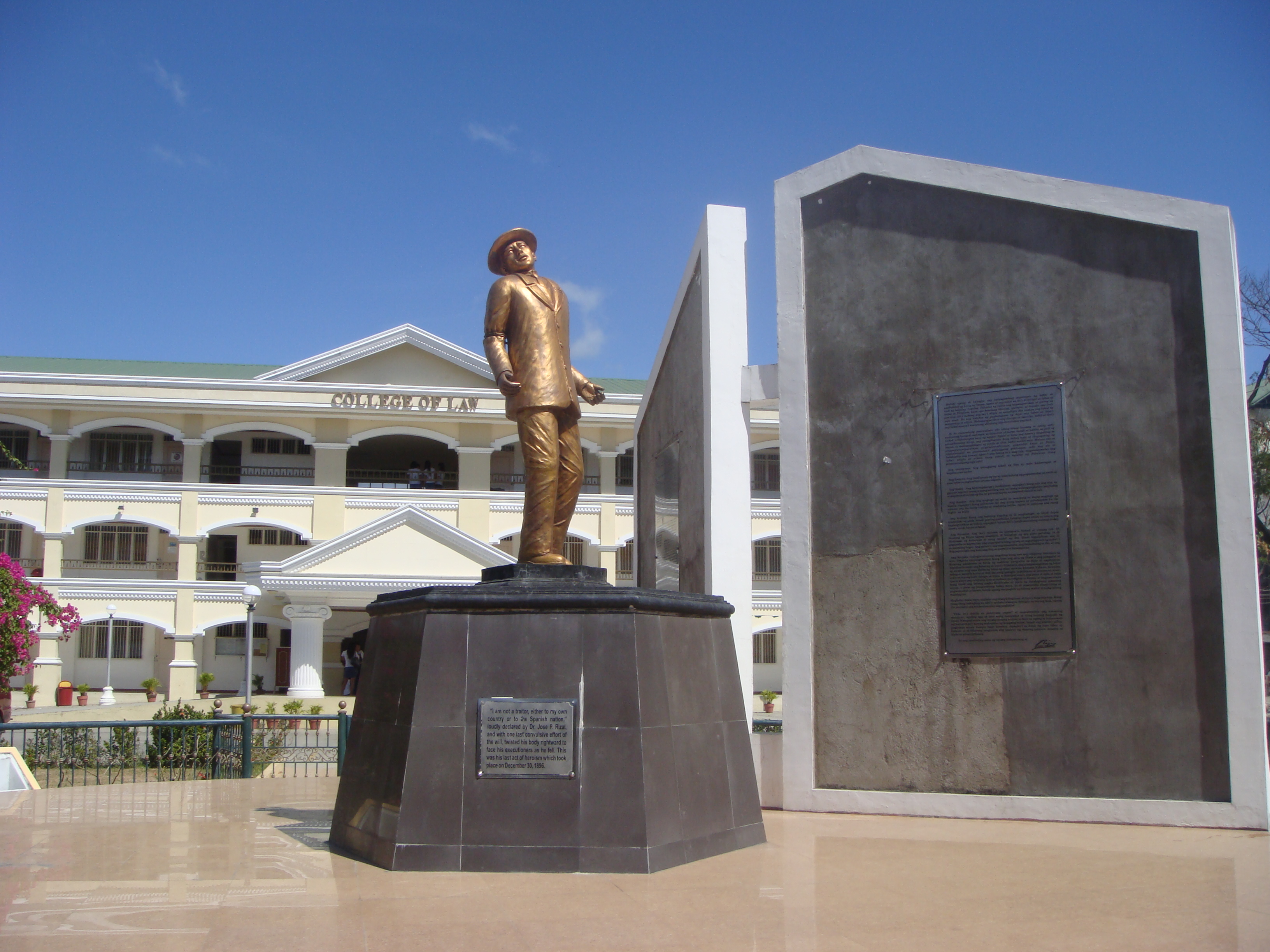
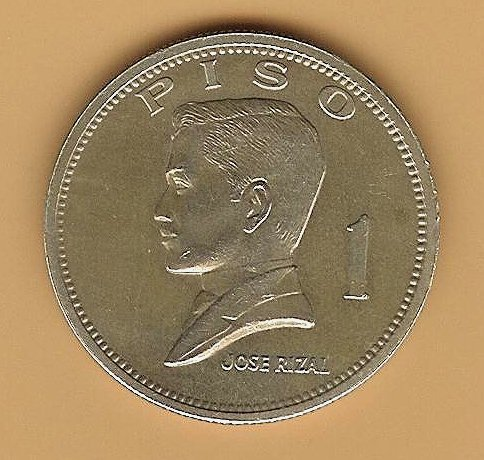
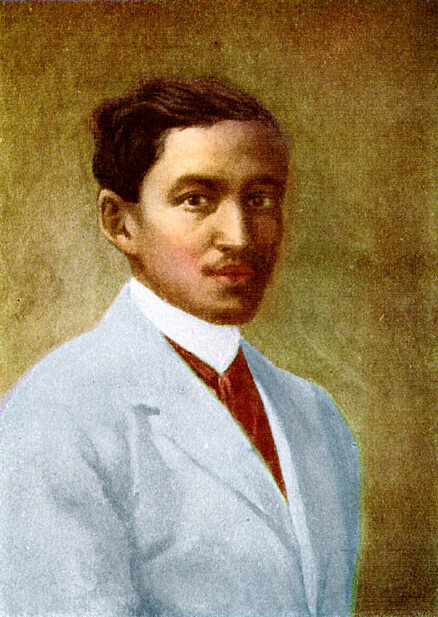

## روابط خارجية
- خوسيه ريزال على موقع الموسوعة البريطانية (الإنجليزية)
- خوسيه ريزال على موقع إن إن دي بي (الإنجليزية)